# Maktaktujanak Island
Maktaktujanak Island – niezamieszkana wyspa w zatoce Cumberland, w regionie Qikiqtaaluk, na terytorium Nunavut, w Kanadzie.
W pobliżu Maktaktujanak Island położone są wyspy: Shakshukuk Island, Shakshukowshee Island, Kangigutsak Island, Opingivik Island, Nimigen Island, Aupaluktut Island, Utsusivik Island, Nuvujen Island, Blacklead Island i Kudjak Island.